# Sisyrinchium biflorum
Sisyrinchium biflorum är en irisväxtart som beskrevs av August Heinrich Rudolf Grisebach. Sisyrinchium biflorum ingår i släktet gräsliljor, och familjen irisväxter. Inga underarter finns listade i Catalogue of Life.